# Cymothoe ehmeckei
Cymothoe ehmeckei är en fjärilsart som beskrevs av Herman Dewitz 1886. Cymothoe ehmeckei ingår i släktet Cymothoe och familjen praktfjärilar. Inga underarter finns listade i Catalogue of Life.